# Momir Bulatović
Momir Bulatović (Момир Булатовић), črnogorski politik in bivši predsednik, * 21. september 1956, Beograd, † 30. junij 2019, Kuči.

## Življenjepis
Momir Bulatović se je rodil častniški družini, ki izvira iz črnogorskega klana Vasojevićev. Osnovno in srednjo šolo je končal v Zadru, kamor se je družina preselila kmalu po njegovem rojstvu. V Črno goro pa so se preselili šele leta 1975. Bulatović se je v Podgorici (takrat Titograd), vpisal na tamkajšnjo ekonomsko fakulteto, po diplomi pa je na fakulteti ostal kot asistent pri predmetu politična ekonomija. Kasneje je iz tega področja tudi magistriral.

### Politika
Politično kariero je začel že v mladinski in študentski organizaciji. Leta 1989 je bil izbran za predsednika Predsedstva Črne gore. Na prvih večstrankarskih volitvah v Črni Gori, leta 1990, je Bulatović nastopil kot predsednik novoustanovljene Demokratične socialistične stranke (Demokratska partija socialista –  DPS) in bil izvoljen za predsednika Črne gore.
Bulatović se je na mestu predsednika obdržal osem let, v tem času pa se je tudi njegova stranka, vladajoča DPS, soočala z resnimi notranjimi razhajanji. DPS je dobila dve politični krili. Na čelu prvega je bil Bulatović, na čelo drugega pa se je postavil takratni ministrski predsednik, Mile Đukanović. Tako sta na predsedniških volitvah leta 1997 nastopila tako eden kot drugi. Zmagal je Đukanović, razkol v stranki pa je bil tako globok, da je Bulatovićevo krilo moralo prevzeti novo ime – Socialistična ljudska stranka (Socialistička narodna partija – SNP).
Kmalu po porazu na republiških volitvah je iz Beograda, prestolnice takratne skupne države Zvezne republike Jugoslavije, prišel nov izziv. Tedanji jugoslovanski predsednik Slobodan Milošević je Momirju Bulatoviću ponudil položaj zveznega premierja. Bulatović je ponudbo sprejel in sestavil novo zvezno vlado. 18. maja 1998 je bil na položaj tudi uradno imenovan, na tem položaju pa je ostal slabi dve leti. V času njegovega predsedovanja vladi so se napetosti med ZR Jugoslavijo in mednarodno skupnostjo zaostrile. Bulatović je bil tako spomladi leta 1999 prisiljen razglasiti razmere neposredne vojaške ogroženosti, v času bombardiranja ZR Jugoslavije s strani zveze Nato pa tudi vojne razmere v državi.
Na zveznih in izrednih predsedniških volitvah leta 2000. Bulatovićeva SNP naj bi po zmagi, ki so jo pričakovali, vstopila v vladno koalicijo z Miloševićevo Socialistično stranko Srbije (Socijalistička partija Srbije) ter Jugoslovansko levico Miloševićeve soproge Mirjane Marković. Bulatović je bil vnovič kandidat za premierja zvezne vlade, vendar pa volitve niso potekale tako kot so si to predstavljali Milošević, Bulatović in Markovićeva. Največje črnogorske stranke, razen Bulatovićeve SNP, se zveznih volitev namreč niso hotele udeležiti, zato je Bulatovićeva stranka brez težav dobila 27 od 30 Črni gori namenjenih poslanskih mest v zvezni skupščini. Še bolj dramatično pa so se izšle predsedniške volitve. Slobodan Milošević je namreč izgubil proti voditelju Demokratske stranke Srbije, Vojislavu Koštunici. 
Miloševićeva vlada izida volitev ni priznala, čemur so sledile desetdnevne demonstracije, ki so se končale 5. oktobra 2000. Že dva dni po tem je Koštunica prisegel kot nov predsednik ZR Jugoslavije. Bulatovićeva SNP je v novih razmerah odpovedala podporo svojemu voditelju, ki tako ni bil več kandidat za premierski položaj. SNP je na premiersko mesto predlagala enega izmed dotedanjih podpredsednikov stranke Zorana Žižića. Momir Bulatović je zaradi tega zapustil stranko in se umaknil iz politike, SNP pa je izvolila novega predsednika, Predraga Bulatovića.